# Curlingklubben
Curlingklubben var et dansk radioprogram og podcast, der blev sendt på DR P3 fra 15. januar 2018 til 15. december 2022 og fra 9. januar 2023 til 30. juni 2023 blev udgivet som podcast. Programmets værter var Maria Fantino og Christian Bonde med Joachim Holmgaard som producerende redaktør. Programmet forholdte sig til aktuelle emner og begivenheder i Danmark og udlandet, og satte spørgsmålstegn ved "alle de ting, man ikke selv har tænkt på, man tænker over". Programmet havde enkelte tilbagevendende faste indslag, men fulgte ellers intet overstående præmis.
Programmet blev i perioden 2018-2022 sendt alle hverdage mellem klokken 14-16 på P3, hvorefter overgangen til at blive en podcast begyndte med at fredagsudsendelsen blev produceret som podcast, som kun var tilgængelig på DR Lyd og diverse streamingtjenester. Fra januar 2023 gik programmet over til kun at blive sendt som podcast to gange ugentligt.
Curlingklubben har lavet flere tv-udsendelser, såsom Fantino og Bonde på dansktoppen, Curlingklubben på Færøerne og Curlingklubben på sabbatsårsrejse. Værterne Fantino og Bonde har ligeledes medvirket i tv-underholdningsshowet Fantino mod Bonde, som blev sendt på DR i 2023.
Programmet har modtaget stor ros og anerkendelse og vundet et antal priser bl.a. prisen som "Årets Lyd" i 2019, 2020, 2021 og 2022 ved Zulu Awards.
I juli 2023 annoncerede Fantino på sin Instagramprofil i forbindelse med offentliggørelsen af hendes nye job som vært på TV 2s underholdningsprogram X Factor, at Curlingklubben stoppede.
I september 2023 annoncerede Fantino og Bonde at de havde lavet en ny podcast sammen med navnet Fantino & Bonde, som havde premiere i oktober 2023.

## Udvikling
I 2017 annoncerede DR's mediechef at DR ville lave et nyt segment til eftermiddagssendetiden på P3, hvor der "skulle være en kvindelig vært (red.)", hvilket skete på baggrund af at størstedelen af radioprogrammerne på DR på tidspunktet kun havde mandlige værter.
Bonde var på tidspunktet studerende på DJMX's journalistuddannelse, men havde siden 2016 været vært på DRs radioprogram LOL DK, og han var som udgangspunkt castet til at skulle fortsætte som vært over i det nye segment. Fantino var ligeledes ansat hos DR, da hun blev optaget på DR's Talenthold i 2015 og siden arbejdede på ULTRA som tilrettelægger. Fantino blev inviteret til casting og sat sammen med Bonde i efteråret 2017, og de blev begge tilbudt jobbet som værter i december 2017.
Sammen med programmets daværende producerende redaktør, Søren McGuire, begyndte Bonde og Fantino at idé- og konceptudvikle programmet og dets format. Programmets navn 'Curlingklubben' var bestemt på forhånd af ledelsen i DR, som oprindeligt ønskede at programmet skulle beskæftige sig med "identitet" og "relationer" for unge. Fantino og Bonde fik sammen med McGuire sammensat et koncept, som var åbent nok til at værterne ikke følte at de skulle følge et bestemt præmis ved hver udsendelse, og havde mere frihed til at gøre, hvad de havde lyst til. Fantino har siden beskrevet programmet som "Vi laver public service, du ikke tænker over er public service".
McGuire fik efterfølgende solgt programmet til DR's mellemledere og programmet Curlingklubben gik live for første gang den 15. januar 2018 kl. 14.

### Videreudvikling
Curlingklubben startede med at beskrive sig selv som et livsstilsmagasin, "Hvor vi curlingbørn tager kosten i egen hånd". Her lød beskrivelsen blandt andet også at værternes udgangspunkt var i deres eget liv, "Dagligdag, nysgerrighed, undren og tanker om det at være ung anno 2019." I løbet af 2019 blev beskrivelsen opdateret, og det endte med ikke længere at handle direkte om det at være ung, men mere generelt om at navigere i dagens Danmark, og sætte spørgsmålstegn ved alle de ting man ikke selv har tænkt på man tænker over.

## Podcast
I september 2022 annoncerede Curlingklubben at programmet fremover ikke længere ville sende om fredagen, og at programmet fra fra januar 2023 ville overgå til at kun at blive sendt som podcast. Værterne og ledelsen fra DR udtalte at dette var en fælles beslutning. Fra september 2022 og året ud, begyndte Curlingklubben herefter kun at sende radio på P3 fra mandag til torsdag, hvor fredagsudsendelsen blev produceret som podcast, som kun var tilgængelig på DR Lyd og diverse andre streamingtjenester. Curlingklubben havde sit sidste live-program den 15. december 2022.
Den 15. januar 2023 overgik Curlingklubben til kun at være en podcast, som blev udgivet to gange ugentligt på DR Lyd og diverse andre streamingtjenester, og programmet indgik dermed ikke i P3's sendeflade.
Curlingklubben-podcast udkom sidste gang den 30. juni 2023. Bonde og Fantino forlod efterfølgende DR og startede en ny podcast Fantino & Bonde, der fik premiere den 6. oktober 2023.

## TV
Curlingklubben og dets værter har produceret flere tv-udsendelser for DR.
Ved udgangen af 2020 blev Curlingklubben præsenterer: Musikåret der gik...ad helvede til, sendt på DRTV.
I forbindelse med DR P3s naturtema i 2021, producerede Curlingklubben miniserien Curlingklubbens obligatoriske naturtur, der bestod af 3 afsnit af 9-10 minutters varighed. Samme år medvirkede Curlingklubben og dets værter også i Curlingklubbens oprejsning og Curlingklubben begynder til, som begge udkom på DRTV og YouTube. I foråret 2022 annoncerede Curlingklubben at programmet ville tage en pause fra at sende radioen, da værterne skulle bruge sommeren på optage tre forskellige Tv-programmer for DR. Programmerne Fantino og Bonde på Dansktoppen og Curlingklubben på Færøerne havde premiere i henholdsvis juni og august 2022 på DRTV. Det tredje tv-program, Curlingsklubben på sabbatårsrejse, der er filmet i Thailand, havde premiere 10. marts 2023 på DRTV.
| År   | Titel                                  | Antal afsnit |
| ---- | -------------------------------------- | ------------ |
| 2021 | Curlingklubbens obligatoriske naturtur | 3            |
| 2021 | Curlingklubbens oprejsning             | 5            |
| 2021 | Curlingklubben begynder til            | 5            |
| 2022 | Fantino og Bonde på Dansktoppen        | 6            |
| 2022 | Curlingklubben på Færøerne             | 4            |
| 2023 | Curlingklubben på sabbatårsrejse       | 5            |

## Priser
- I 2019 vandt Curlingklubben prisen som "Årets radioprogram" ved prisuddelingen Prix Radio.[14]
- I 2021 vandt Curlingklubben prisen som "Årets radioprogram" ved prisuddelingen Prix Audio.[15] (tidl. Prix Radio)
- I 2019, 2020, 2021 og 2022 vandt Curlingklubben prisen som "Årets lyd" ved prisuddelingen Zulu Awards.[16][17][18] [3]